# グレッグ・エリス
グレッグ・エリス（Greg Ellis、1968年3月21日 - ）は、イングランドの俳優、声優である。

## 人物
『タイタニック』、『パイレーツ・オブ・カリビアン』シリーズ、『スター・トレック』などの大作映画に脇役で出演するほか、テレビドラマにも出演する。
声優としては、『バットマン』のテレビアニメや『ファイナルファンタジー』シリーズなどのゲーム作品に出演している。

## 出演
太字はメインキャラクター。

### ミュージカル
- スターライト・エクスプレス（1988年、ロンドン・ウエスト・エンド）ラスティー役

### テレビシリーズ
- Xファイル The X-Files (1998)
- スタートレック:ディープ・スペース・ナイン Star Trek: Deep Space Nine (1999)
- ジャッキー・チェン・アドベンチャー Jackie Chan Adventures (2001) 声の出演
- 24 -TWENTY FOUR- 24 (2003-2004)
- ティーン・タイタンズ Teen Titans (2004) 声の出演
- CSI:科学捜査班 CSI Crime Scene Investigation (2005)
- BONES Bones (2006)
- Legion of Super Heroes (2006) 声の出演
- ベン10 Ben 10 (2006) 声の出演
- ザ・バットマン The Batman (2007) 声の出演
- Bratz (2006-2007) 声の出演
- ベン10:エイリアンフォース Ben 10: Alien Force (2008) 声の出演
- Valentine (2008-2009)
- バットマン:ブレイブ&ボールド Batman: The Brave and the Bold (2008-2011) 声の出演
- Trust Me (2009)
- デクスター 警察官は殺人鬼 Dexter (2009)
- NIP/TUCK マイアミ整形外科医 Nip/Tuck (2010)
- ベン10:アルティメットエイリアン Ben 10: Ultimate Alien (2010) 声の出演
- G.I. Joe: Renegades (2010-2011) 声の出演
- HAWAII FIVE-0 S5 EP6(2014)
- Gentified/ヘンテファイド Gentified (2020-)

### 映画
- 紅の豚 (1992) 英語吹き替え
- タイタニック Titanic (1997)
- エンド・オブ・オール・ウォーズ To End All Wars (2001)
- パイレーツ・オブ・カリビアン/呪われた海賊たち Pirates of the Caribbean: The Curse of the Black Pearl (2003)
- パイレーツ・オブ・カリビアン/ワールド・エンド Pirates of the Caribbean: At World's End (2007)
- ビリー&マンディの大冒険 Billy and Mandy's Big Boogey Adventure (2007) テレビ映画、声の出演
- ナイトライダーNEXT Knight Rider (2008) パイロット版 ウェルザー役
- スター・トレック Star Trek (2009)
- パイレーツ・オブ・カリビアン/生命の泉 Pirates of the Caribbean: On Stranger Tides (2011)

### オリジナルビデオ
- ファイナルファンタジーVII アドベントチルドレン (2005) 英語吹き替え

### コンピュータゲーム
- Lionheart: Legacy of the Crusader (2003) 声の出演
- 鬼武者 無頼伝 (2003) 声の出演
- Star Wars: Knights of the Old Republic II (2004) 声の出演
- Ty the Tasmanian Tiger (2005) 声の出演
- ローグギャラクシー (2005) 英語吹き替え
- DEMENTO (2005) 声の出演 - リカルド・アウレオルス・ベリ 役
- ダージュ オブ ケルベロス ファイナルファンタジーVII (2006) 英語吹き替え
- スター・ウォーズ/クローン・ウォーズ Star Wars: The Clone Wars (2008) 声の出演
- Command & Conquer: Red Alert 3 (2008) 声の出演
- Command & Conquer: Red Alert 3 – Uprising (2009) 声の出演
- Dragon Age: Origins – Awakening (2010) 声の出演
- ファイナルファンタジーXIV (2010) 英語吹き替え
- ゴッド・オブ・ウォーIII God of War III (2010) 声の出演
- ULTIMATE MARVEL VS. CAPCOM 3 (2011) 声の出演 - ロケットラクーン 役
- シャドウ・オブ・ザ・ダムド  (2011) 声の出演 - ジョンソン 役
- Travis Strikes Again: No More Heroes (2019) 声の出演 - ブライアン・バスターJr.、エイトハート 役